# Гаверсів канал

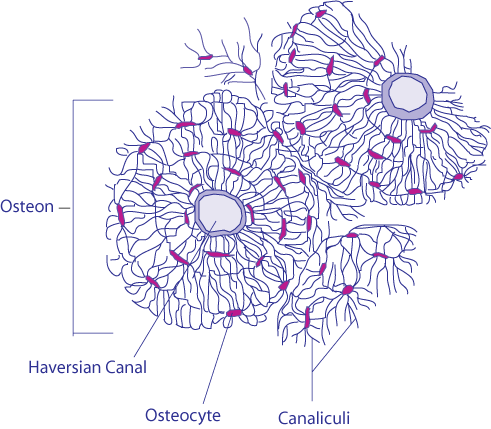
Фрагмент кістки

Гаверсові канали (за іменем англійського анатома К. Гаверса (англ. С. Havers, 1650—1702)) — трубчасті порожнини в компактній речовині пластинчастих кісток у вищих хребетних тварин і у людини. Гаверсові канали в трубчастих кістках проходять паралельно їх поздовжньої осі, в плоских — паралельно їх поверхні, в тілах хребців — перпендикулярно їх осі. Кожен Гаверсів канал оточений концентрично розташованими кістковими пластинками, разом з якими становить структурну одиницю кістки — гаверсову систему, або остеон. Між пластинками в порожнинах знаходяться кісткові клітини — остеоцити. Всередині Гаверсові канали містять кровоносні судини, нерви і мезенхімальні клітини, що утворюють при перебудові кістки остеокласти — клітини, що розсмоктують кісткову тканину, і остеобласти — клітини, що створюють її. У Гаверсові канали відкриваються канальці, що пронизують кісткові пластинки і з'єднують кісткові порожнини. Гаверсові канали сусідніх систем на деякому протязі можуть об'єднуватися в міцні опорні конструкції.